# Ortnamn i Uppland
Ortnamn i Uppland kan, liksom de övriga svenska ortnamnen, delas upp i naturnamn och kulturnamn. Kulturnamnen är ofta bebyggelsenamn med efterled där bebyggelsen beskrivs, såsom -by (Knutby), -torp (Husbytorp) och -tuna (Ultuna).
Vissa ortnamn är speciella för Uppland och delar av omgivande landskap. Exempel på detta är namn som har efterleden -sta och -tuna. Ortnamnen i Uppland är, som i alla andra landskap i Sverige, dels osammansatta ortnamn och dels sammansatta. Av de sammansatta ortnamnen har de flesta två ordled, förled och efterled.
Några av de osammansatta namnen är enstaviga, som till exempel Bro och Harg. Andra är tvåstaviga som till exempel Kulla, Länna. Ändelsen -a betecknar ofta pluralis. Av de sammansatta ortnamnen har de flesta två ordled, förled och efterled, som till exempel Knivsta och Väddö, men det finns också namn med tre ordled, som Rydboholm och Österbybruk.

## Definition av begreppet ortnamn
Ortnamn eller toponymer är namn på geografiska företeelser och ortnamnen kan delas upp i bebyggelsenamn och naturnamn.
En språkvetenskaplig definition är att "ett ortnamn är ett språkligt uttryck som i en viss namnbrukarkrets är knutet till en bestämd plats".

## Ortnamnskategorier
Alla ortnamn delas upp i två huvudkategorier: naturnamn och kulturnamn. Kulturnamnen kan indelas tre kategorier: ägonamn, bebyggelsenamn och namn på artefakter. 
 
Naturnamn är namn på vattendrag, sjöar, skogar o.s.v. Ägonamn är namn på mark som används för jordbruk och boskapsskötsel, till exempel åkrar, ängar och hagar. Bebyggelsenamn är namn på tätorter, byar, gårdar, bygder med mera. Artefaktnamn är namn på broar, hamnar, gruvor, gravhögar m.m. Bebyggelsenamn kan vara primära eller sekundära. Primära bebyggelsenamn avser bebyggelse redan från början, till exempel de som slutar på -by (som Hammarby), eller -torp (som Brotorp). Sekundära bebyggelsenamn har inte från början betecknat bebyggelse. Dessa bebyggelsenamn har ursprungligen varit naturnamn, ägonamn eller artefaktnamn. Exempel på sådana ortnamn i Uppland är Söderfors, Rånäs, Edsbro med flera.

## Ortnamnet Uppsala
Stadens tidigaste namn var Östra Aros, där Aros (det ursprungliga namnet) betyder åmynning och syftar på Fyrisåns utlopp i Mälaren. Östra tillades för att skilja orten från Västra Aros (Västerås). Orten Uppsala (ub salum, 900-talets slut, dvs. Upsalum) låg norr om Östra Aros och den var från 1164 säte för ärkebiskopen. När ärkebiskopssätet ungefär 1273 flyttades till Östra Aros följde namnet Uppsala med och Östra Aros blev Uppsala. Den ort som förut hade namnet Uppsala fick heta Gamla Uppsala. Namnet Uppsala har tillkommit som jämförelse med den tidigare byn Sala (den nuvarande stadsdelen Sala backe). Upp- betyder 'det längre upp belägna Sala'. Sala är pluralis av sal, som har tolkats på två olika sätt. En tolkning är att det betyder 'enklare byggnad' och en annan tolkning är 'festhall'.

## Typiska uppländska ortnamnsled och ortnamnsändelser

### Ortnamnsförled och avledningsändelser med trädanknytning
- Al- finns i Alsike och Alvik.
- Alm- finns i Almtuna och i omljudd form i Älmsta.
- Björk- finns i Björkö och, med avledningsändelse, Björklinge.
- Ek- finns i Ekeby.
- En- finns i Enköping.
- Fur- finns i Furusund.
- Gran- finns i Granhammar och som omljudd form i Gränsta.
- Hassel- finns i omljudd form i Hässelby.
- Lind- finns i Lindholmen.
- Tall- finns i Tallmossen.

### Ortnamnsefterled som betecknar bebyggelse

by

- -bo(da), som ursprungligen betecknade bodar för tillfälligt bruk, bland annat slåtterbodar. De i Roslagen vanliga namnen på -boda kan ofta ha med fiske att göra. Exempel är Bammarboda och Spillersboda. I norra Uppland är namn på -bo vanliga. Exempel på dessa namn är Sävastebo (Sigwastabodom 1470).
- -bo kan även ha andra betydelser, som i Edebo, Funbo, Harbo och Vidbo (Withbo 1100-talet), där namnet betecknar 'boarna' (d.v.s. invånarna).

sta

- -by har ursprungligen sannolikt betytt 'boplats, bebyggelse' som den senare betydelsen 'gård, by' har utvecklats från. I Uppland finns bland annat Heby, Stavby och Viby. Namnet Viby finns på 6 platser i Uppland och det har tre olika betydelser. När det gäller Viby (Wicbu,1100-talet) vid Sigtuna betyder förledet 'vik'. För Viby i Sollentuna socken och Kalmar har man äldre belägg som visar på det fornsvenska vidher 'skog' i förledet. För de tre Viby som ligger i Markim, Funbo och Harbo visar de äldre skrivningarna på att förledet är vi 'helgedom'.
- -lösa är en av de äldsta namntyperna i Sverige och dessa namn förekommer från Skåne i söder till Uppland i norr. Betydelsen är omstridd, men en vanlig tolkning är 'glänta, öppen mark', 'äng'. Exempel: Boglösa, Karlösa, Kroklösa och Trälösa.

sätra

- -mora kommer av ordet mor, som betyder granbevuxen skog, ofta sumpig. Efterledet -mora, som är bestämd form av mor, förekommer i de östra delarna av Uppland. Exempel: Dannemora, Hanmora och Tegelsmora. Namnet Hummelmora förekommer på två olika ställen i Uppland; i Järfälla kommun och i Österåkers kommun.
- -sta förekommer på många platser i Uppland, liksom i övriga Svealand samt i östra Norrland och i Jämtland. I Götaland skrivs efterledet som -stad. Den ursprungliga betydelsen av -sta har antagits vara 'plats, ställe', men även andra tolkningar har föreslagits. Namn med efterledet -sta i Uppland är bland andra Balingsta, Ramsta och Älmsta.
- -sätra, -sättra kommer av säter, som i östra Sverige har betydelsen 'äng (eller åker) rätt långt från byn', 'skogsäng'. Exempel: Nysätra, Sparrsätra och Vårdsätra samt Hjälmsättra, Isättra och Tråsättra.
- -torp innebär i en äldre betydelse 'nybygge, utflyttargård' och de äldsta av dessa namn är från förhistorisk tid. Bland dessa äldsta namn återfinns Åstorp i Ekeby. På vikingatiden och medeltiden uppstod ett andra skikt av namn på -torp. En del av dessa namn har moderbyns namn i förledet, som Kunstatorp och Rickebytorp. Andra har yrkesbeteckningar i förledet, till exempel Kolartorp och Skogvaktartorp. Namn med sådana yrkesbeteckningar tillkom vanligen efter medel tidens slut. Under nyare tiden har en mängd namn med efterledet -torp bildats. Dessa namn kan då beteckna 'dagsverkstorp, litet ställe med jordbruk' m.m.
- -tuna är ett efterled som mest förekommer i Uppland, Södermanland och i den sydöstra delen av Västmanland. Ordet tun betyder ursprungligen 'inhägnad plats'. Den för Sverige speciella namntypen Tuna och -tuna har varit namn på centralorter i det förhistoriska samhällets organisation. Exempel på -tuna i Uppland är Sollentuna och Vallentuna.[9][10]
- -ö finns både i Roslagen och i Mälaren, exempelvis Blidö och Väddö i Roslagen och Grönsö och Munsö i Mälaren.

### Ortnamnsefterled som betecknar bruksorter och industrier
Sedan järnmalm började brytas i Dannemora gruvor i slutet av 1400-talet eller i början av 1500-talet började ett antal järnbruk att grundas i den östra delen av Uppland. 
- -bruk Bruksorter: Ett av de första var Österbybruk som ligger nära Dannemora. Österbybruk grundades redan på 1400-talet.[11] Även Skebobruk grundades på 1400-talet.[12] På 1500-talet grundades Lövstabruk[13] och på 1700-talet Karlholms bruk.[14]
- -fors Bruksorter måste, innan det fanns elektricitet, vara belägna nära kraftigt strömmande vatten för att få energi. Därför ingår rätt ofta efterledet -fors i namnet. Detta är emellertid inte så vanligt just i Uppland. Men där finns i alla fall järnbruken Johannisfors[15], Söderfors[16] och Ullfors[17]

#### Ortnamnsändelser
- -a är en vanlig pluraländelse i svenska ortnamn.[1] I vissa områden är -e vanligare, till exempel på Gotland, i Bohuslän, i vissa delar av Värmland (till exempel Sunne) och i Härjedalen Hede ((ii) Hedha sokn 1397) och Jämtland (Stavre). I Uppland är ändelsen -a den vanligaste pluraländelsen, till exempel i Lena (Lenum 1299).[18]
- -inge och -unge är avledningsändelser och betecknar invånarna på en viss plats. I Uppland finns -unge både i Uppsala län, till exempel Huddunge och Skuttunge, men det finns även i Stockholms län, till exempel Almunge och Hakunge. I Roslagen finns endast en förekomst av -unge: gården Blekunge i Bro och Vätö skeppslag. Men -inge är mycket vanligare i Upplands båda län, som Faringe och Islinge i Stockholms län och Skärplinge och Tillinge i Uppsala län.[19]

## Ortnamn som påminner om hednisk kult
De ortnamn som har namnet på en fornnordisk gud eller gudinna i sitt förled kallas teofora ortnamn. Tillsammans med övriga ortnamn som syftar på gudadyrkan benämns de sakrala ortnamn.

### Säkra tolkningar
Namn med efterledet -eke:
Onsike (Odhenseke 1409), Odens ekskog.
Helke (Helgheke 1447), troligen ’den heliga ekskogen’.
Namn med efterledet -harg:
Ordet harg kan i vissa ortnamn betyda 'helgedom, kultplats'. Så är fallet med Odensala (Othinsharg 1286).
Namn med efterledet -hult:
- Frösthult (Frøstolpt 1344) kommer av guden Frö.[23]

Namn med efterledet -lunda:
- Fröslunda socken och Torslunda gård i Fröslunda socken.[24]

Man kan räkna med att efterledet -lunda har betydelsen 'helig lund' när den förekommer tillsammans med ett gudanamn.
Namn med efterledet -tuna:
- Närtuna har en förled som kommer av guden Njord, liksom Nälsta i Spånga.[26]
- Torstuna kommer av guden Tor.[22]
- Ultuna kommer av guden Ull.

Namn med efterledet -vi (helgedom): 
- Frösvi finns i Tillinge. Namnet betyder 'guden Frös vi'.
- Torsvi betyder guden Tors helgedom.[27]
- Ullevi Upplands-Bro. Namnet betyder 'guden Ulls vi'.[22]

Namn med efterledet -åker (helig åker):
- Gödåker, Gydakrom 1492, betyder 'åker som är tillägnad en gyðja', en 'prästinna'.[28]
- Ulleråker betyder guden Ulls åker (kultplats).[29]

### Osäkra eller omstridda tolkningar
- Alsike, 'ekelunden vid helgedomen'.[30] Enligt en annan tolkning är förledet trädet 'al' och efterledet betecknar sankmark. Namnet skulle då betyda 'den albevuxna sankmarken'.[31][32]
- Altuna kan ha ett kultbetecknande Al- i förledet, som emellertid är flertydigt.[31] Argument för att förledet är kultbetecknade är dels att en del -tuna-namn har gudanamn i sitt förled (och alltså är kultbetecknande) och dels finns det inga gamla -tuna-namn som har ett träd i sitt förled (det finns till exempel inget Ektuna), så därför är det uteslutet att Al- i detta namn skulle kunna beteckna trädet al.[33][34] Det finns andra sätt att tolka al- i Altuna. Bland annat kan det syfta på 'skyddad plats'.[35]
- Frötuna kan antingen ha ett förled som är genitiv av gudinnenamnet Fröja eller också kommer det av dialektordet frö 'fruktbar'.[36]
- Härnevi, Ärnevi i Funbo och Ärentuna har, enligt den tidigaste tolkningen, som förled 'gudinnan Härn', ett namn på Fröja.[37] Senare har även andra tolkningar föreslagits. När det gäller Härnevi har det antagits att h är sekundärt och att förledet i både Härnevi och Ärnevi innehåller genitiv pluralis av *ærin eller *æri 'fruktbarhetsgud'.[38] Beträffande Ärentuna har det bland annat föreslagits att det innehåller ett fornsvenskt *ærn 'grusö, grusig mark'.[39]
- Skäve (Skædwi 1344) Vaksala och Skadevi (Skedwi) Häggeby, har ett omstritt förled, skedh eller skedhe. En uppfattning är att ordet främst betyder 'landtunga eller (skiljande) åsrygg', 'högre terräng mellan vatten eller vattendrag, vattendelare o.dyl.'[40]. En annan uppfattning är att -ve och -vi i den grupp av ortnamn som kallas Skædhwi-namn betyder 'helig plats, kultplats'. Förledet Skædh- kan då antingen betyda 'plats för hästkapplöpning eller hingsthetsning' eller innehålla ett dialektord sked 'planka, bräde', varvid skædhwi skulle syfta på en helgedom omgiven av bräder.[41][42]
- Skederid (Skætharg 1287) är ett namn där förledet kan vara släkt med skida 'kluven planka' och efterledet -harg kan syfta på ett enkelt stenaltare. Alltså kan innebörden vara 'palissad kring helgedomen'.[43]
- Ullfors i Tierps socken kan ha gudanamnet Ull i sin förled, men det kan också komma av 'välla' och ha med vattnet i Tämnarån att göra.[44]
- Ullbro och Ullunda är två byar i Tillinge socken som båda kan ha sitt förled från guden Ull.[45] Men det skulle också kunna komma av ett ånamn som är släkt med 'välla'.[46]